# Coluteastrum
Coluteastrum là một chi thực vật có hoa trong họ Đậu.